# Львов Микола Олександрович
Львов Микола Олександрович (рос. Львов Николай Александрович 4 (15) травня 1753 — 22 грудня 1803 (3 січня 1804)) — російський діяч мистецтв і російського просвітництва.

## Ранні роки в Петербурзі
Микола Львов народився в невеликій садибі Черенчіци, котра розташована на відстані 16 кілометрів від провінційного міста Торжок. Точних відомостей про ранні роки Львова не збережено. У віці 18 років (1769 р.) він прибув у Петербург, де мав пройти військову службу в гвардійському Ізмайловському полку. Відсутність відповідної освіти примусила очільників полку відправити провінціала в полкову школу, відкриту з ініціативи командира А. І. Бібікова. Полкова школа мала надати те, чого не могло дати погане і первісне навчання в садибі. Миколі пощастило, бо полкова школа Ізмайловського полку була серед найкращих. Він мешкав у родичів Соймонових на Василівському острові. Два брати Соймонови добре поставились до Миколи і мали добрий вплив на свідомість і зацікавлення Львова. Старший, Михайло Федорович, зробив вдалу кар'єру в Берг-колегії, що наблизило Миколу до геології і розвідки корисних копалин, а молодший Юрій Федорович був архітектором. (Можливо, Ю. Ф. Соймонов і був першим вчителем для юнака, жадібно поглинавшого нові враження і нові знання, серед яких геологія, історія архітектури і навички проєктування).
Відомо з уривків, що в полковій школі Микола Львов вивчав військові справи і не менш наполегливо інше — сам писав вірші, вивчив дві іноземні мови, копіював портрети і робив малюнки, чомусь сам створював проєкти садових ландшафтів і навіть копіював фасади кам'яних споруд … Непомітно для оточення із юнака виробився освічений офіцер і архітектор-аматор. Відомо, що М. Львов багато читав і мав згодом приватну бібліотеку. Успіхи не забарились. Львов закінчив школу і перейшов на цивільну службу. Знання іноземних мов і поміч родичів сприяли переходу в Колегію іноземних справ.
Вичитане в книгах і увражах закріплялось під час відряджень за кордон. Микола Львов за службовими обов'язками відвідав Велику Британію, Німеччину, Північні і Південні Нідерланди, Італію, Францію, Іспанію і бачив на власні очі Версаль, Дрезденську картинну галерею, романські і барокові собори германських князівств, Ескоріал в Іспанії, готику і класицизм XVII століття Франції. Але не маньєризм майстрів Італії і не бароко італійців і німців запали в душу і розпалили творчу наснагу молодого митця, а класицизм Франції.

## Дві подорожі за кордон
Перша подорож за кордон відбулася в 1776–1777 роках. Михайло Соймонов (директор гірничого департамента та Гірничого училища в Петербурзі) відбував на лікування на води в Спа і, аби не нудьгувати на самоті, запропонував подорож також підлеглому Івану Хемніцеру та його приятелеві — Миколі Львову.

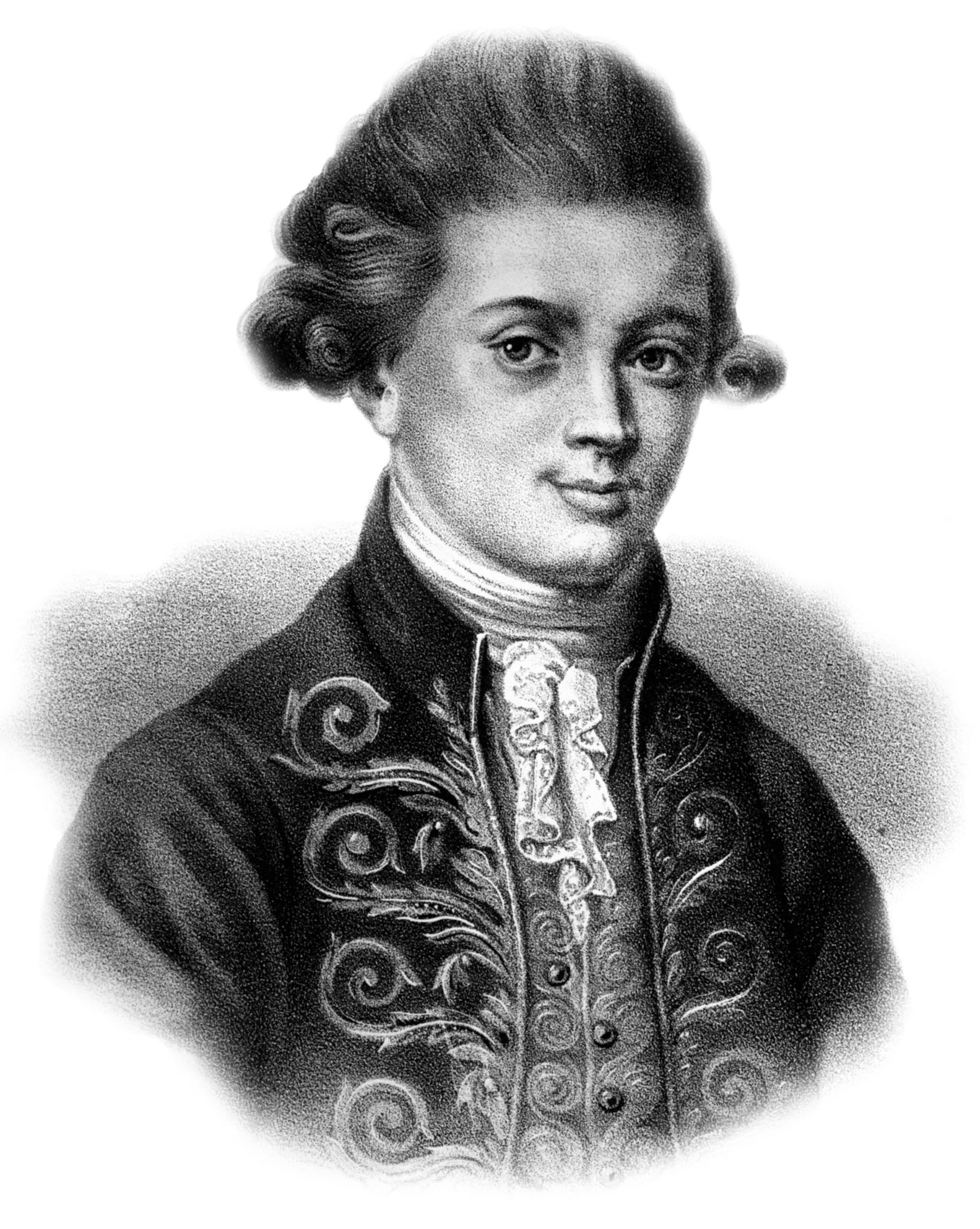
«Іван Хемні́цер», літографія 19 ст.
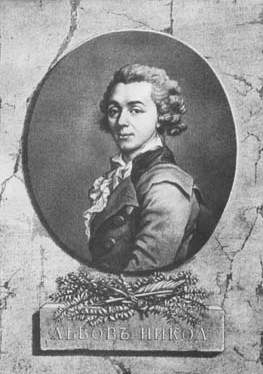
«Микола Львов», гравюра.

Записи про подорож залишив не Микола Львов, а Іван Хемніцер, котрий вів щоденник. Завдяки цьому ми і довідались про маршрут мандрівників через Дрезден—Лейпціг—Кельн—Амстердам—Антверпен—Брюссель—Париж. Небагатому Львову, котрий не мав зайвих грошей, двічі пощастило: він не мав точно позначених обов'язків під час подорожі і грошові витрати на себе узяв сам Соймонов. 24-річний Львов був цілком задоволений подорожуванням, бо відвідав низку картинних галерей, в Парижі відвідав декілька театрів і бачив відомих акторів, а, головне, і випадкову подорож перетворив на засіб самоосвіти.
Вдруге він досить повно відвідав лише Італію 1781 року. Візит відбувся через завдання імператриці скласти звіт про живопис та можливості придбання картин для її Ермітажу. Львов і робив нотатки тільки про живопис.

## Перша архітектурна споруда
Першу офіційну замову М. Львов отримав практично випадково. З нагоди політичного і військового союзу з Австрією проти Туреччини, Катерина II наказала провести конкурс на споруду церкви Св. Йосипа в місті Могильов на честь імператора Йосипа. Умовив Львова подати власний проєкт граф Олександр Андрійович Безбородько. Микола Олександрович, котрий не мав систематичної архітектурної освіти, мав змагатися з відомими і фаховими архітекторами. Але підтримка впливового графа і жага ризикнути перемогли — Львов подав і власний проєкт. Несподівано переміг саме проєкт аматора Миколи Львова — чи то через невеликий кошторис і стриману архітектуру, котра подобалась економній імператриці, чи то через непотрібну їй пишну архітектуру в провінційному місті, запропоновану іншими.
Проєкт і фасади храму відомі через гравійовані кресленики М. О. Львова. Видовжена споруда храму Св. Йосипа — приземкувата і компактна. Стіни абсолютно позбавлені декору. Храм має заокруглену абсиду і висунутий вперед портик з шістьма колонами. Лише бічні ніші західного фасаду за поектом мали бути прикрашені двома скульптурами. Храм вінчав приземкуватий, але подвійний купол, перший в черзі подвійних в творчості архітектора. Це було перенесення ефектного склепіння Римського Пантеона в російську архітектуру. В теплій Італії відчинений в небо отвір склепіння Пантеону мав право на існування і не міг бути точно відтвореним в холодній Білорусі. Тому купольних склепінь два — внутрішній з отвором як в Пантеоні і зовнішій тільки з зачиненими вікнами для верхнього ж освітлення інтер'єру і захистом від дощів і негоди. Реалізація проєкту спонукала архітектора створити ще і проєкт забудови всієї площі в Могильові, що наблизило митця до створення першого в його практиці архітектурного ансамблю.
Оскільки будівництво в провінційному Могильові тривало довго, до споруди храму та його оздоб Львов залучив відданих йому митців, серед яких були архітектор Адам Менелас та художник Боровиковський Володимир Лукич. Церква Св. йосипа в Могильові не збережена.
Але проєкт храму М. Львова для Могильова був використаний вдруге в садибній церкві села Переслегіно, що було розташоване на відстані 25 верст від міста Торжок та 65 верст від міста Твер. Петропавлівська церква вибудована наприкінці 18 століття, але була висвячена тільки 1802 року. Храм дійшов до початку XXI століття в аварійному стані, стоїть без даху, всі стінописи і інтер'єри знищені.

## Львов і Головпоштамт

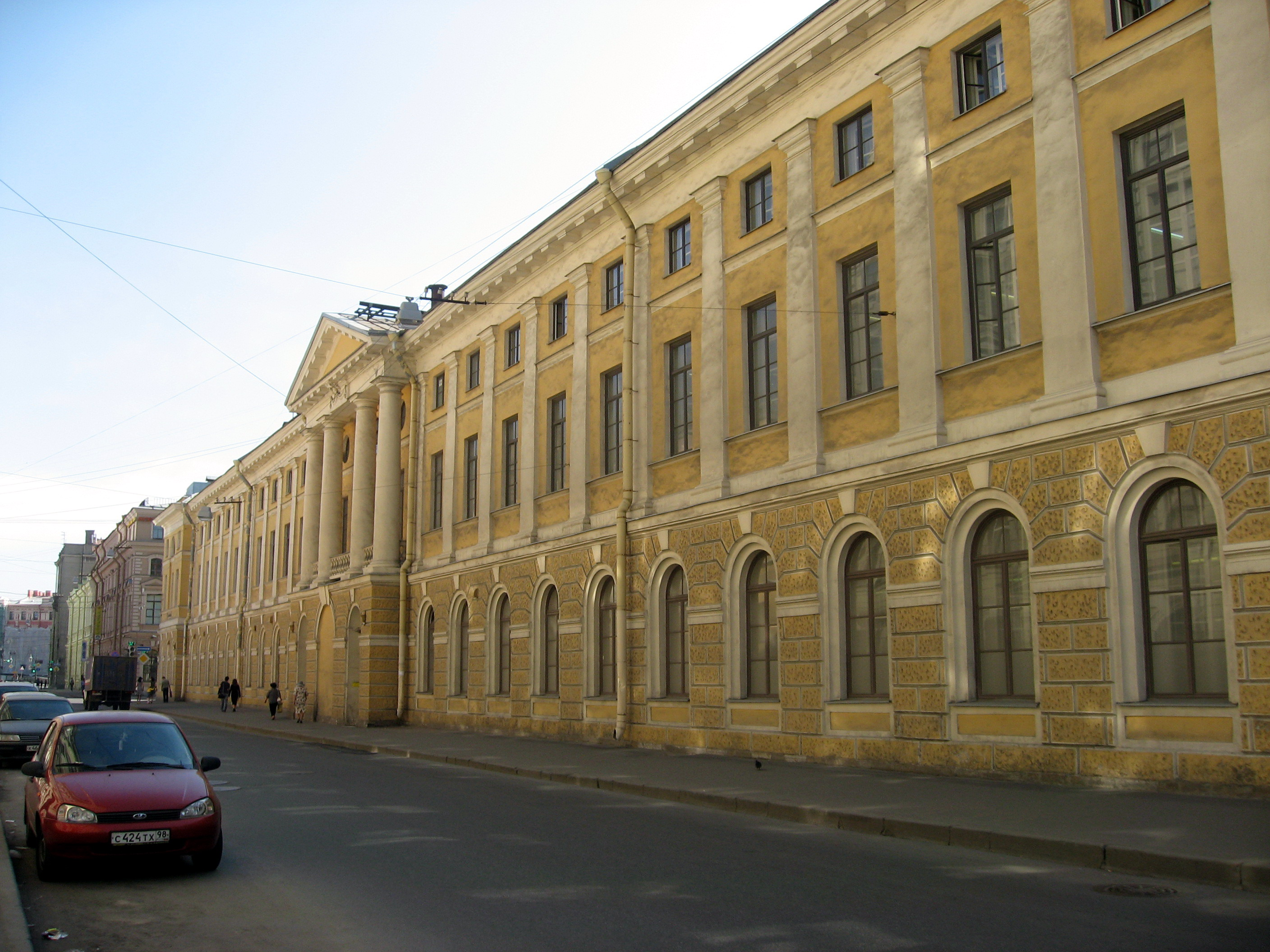
Арх. М. Львов. Головпоштамт в Петербурзі

Відомо, що Львов перейшов з військової служби на світську і став служити в Колегії іноземних справ секретарем. Талановитий і точний в виконанні завдань, він привабив прискипливі очі О. А. Безбородька, котрий шукав здібних помічників. Коли пошту виокремили з Колегії іноземних справ, головою нового державного закладу став Безбородько. Той відразу забрав до себе М. Львова. Безбородько швидко робив вдалу придворну кар'єру і почав просувати кар'єру і власного талановитого помічника. В тандемі Безбородько—Львов вдало зійшлися дипломатичні здібності впливового вельможі і мецената та багатогранно обдарованого митця. Другим таким тандемом в Петербурзі були Григорій Потьомкін та архітектор Іван Старов, від поєднання яких вигравали обидві сторони.
Пошта часів Катерини II займалась як поштовими відправами, так і перевезенням всіх подорожніх, створенням ямських станцій тощо. Все це дорого коштувало і приносило значні прибутки в державну скарбницю. Нову споруду велетенського Поштового двору (Петербурзького Поштамту) О. А. Безбородько і доручив запроєктувати Львову. Проєкт затвердила імператриця і 1782 року розпочали будівницто. Воно тривало сім років. І в місяці відряджень Львова спорудою опікувались архітектори-практики Я. Шнейдер та італієць Антоніо Порто.
Велетенська триповерхова споруда Поштамту мала спокійні архітектурні форми. Були акцентовані лише кути споруди та центри протяжних фасадів. Перший поверх прикрашав руст, другий і третій мали виглажені мури, поєднані пілястрами і карнизом. Поштамт, що обійняв цілий квартал столиці, мав також квартири для службовців, контори, великі стайні, каретні сараї, ремонтні майстерні тощо. Але ззовні поштамт виглядав як черговий столичний палац якогось впливового вельможі. Державні установи імперії на цьому етапі мали фасади палацової архітектури. Квартиру тут отримав в архітектор М. Львов, де мешква десять років.

## Проєкт споруд Кабінету імператриці
Серед цікавих, але нездійснених споруд архітектора — проєкт Кабінету імператриці Катерини II. Кабінет — назва адміністративного закладу, невеликий офіс Катерини II, котрий відав грошовими сумами імператриці, безпосередніми завданнями імператриці по будівництву і інтер'єрам, пошуком необхідних майстрів і архітекторів, придбанням творів мистецтва, меблів і подарунками відданим підлеглим.
Катерині II знадобилось нове приміщення для розташування і праці там найбільш наближеного до неї чиновництва, котре планувала видалити з Зимового палацу. Створити проєкт нового адміністративного закладу і доручили Миколі Львову. Замова прийшлася на злам 1786—1787 років, а в серпні 1787 року навіть розпочалися підготувальні роботи. Але втрутилась політика: в вересні 1787 року Швеція розпочала війну проти Російської імперії, і гроші перевели на ведення війни з північним сусідом. Будівництво Кабінету тимчасово припинили. Але і по закінченні війни височайшого наказу на закінчення споруди не відбулося. Хоча проєкт був досить незвичним і слугував би окрасою для столиці. Встигли навіть створити архітектурну модель нового Кабінету. Під будівництво відвели асиметричну ділянку. Аби вписати нову споруду в ансамбль прилеглих вулиць і Невського проспекту, Львов приклав зусиль і ризикнув на периметральну забудову по кордонам асиметричної ділянки. Лише в двох місцях, він розкрив палацову за характером споруду напівциркульними галереями на місто. Головувала в ансамблі велична купольна ротонда в центрі ділянки.
Драматично склалася не тільки доля унікального проєкту Львова, а й доля архітектурної моделі. Вона, як і низка інших моделей, була варварські знищена 1868 року за рішенням бюрократичних очільників Петербурзької Академії мистецтв аби вивільнити площі академічного музею. Серед знищених — і архітектурна модель Казанського собору, теж створена М. Львовим. (Собор в Петербурзі вибудували пізніше за проєктом архітектора Андрія Вороніхіна).
Про Кабінет імператриці можна було би не згадувати, аби не іменний наказ імператриці, котра в подяку за роботи архітектора Львова для неї наказала видати за кошти Кабінету «корисні твори» літератора Львова. Були надруковані (російською) — * «Рассуждения о Проспективе в пользу Народных училищ» (1789)
- «Собрание народных русских песен» (1790)
- поема «Руский 1791 год» (1791)
- «Объяснения на музыку господином Сарти сочинённую» (1791)
- «Летописец Руской от пришествия Рюрика до кончины Царя Ивана Васильевича. Издано Л. Н. в Санкт-Петербурге в типографии Горного училища» (1792)
- «Русская Пиростатика или Употребление испытанных уже воздушных печей и каминов» (1795)

Драматичні події французької революції 1789—1793 рр. і зростання критичних настроїв у російських-дворян, прибічників французького просвітництва, спонукали Катерину II припинити друкувати «корисні твори» Львова і ввести в країні цензуру

## Петербурзька резиденція Державіна
Серед величних споруд минулого Петербурга з творчістю Миколи Львова пов'язаний будинок-палац поета Гаврили Державіна. 1789 року, після чергового зламу його адміністративної кар'єри, він повернувся після маловдалого губернаторства з Тамбова до столиці. Постало питання, де жити. Тимчасовим прихистком став флігель, котрий Державін арендував у Російської академії на річці Фонтанка неподалік від Ізмайловського мосту. Незабаром Державіни дізнались, що неподалік продають недобудований будинок перекладача Івана Захарова разом із земельною ділянкою. Порахувавши власні гроші, Державіни придбали цей будинок і ділянку. Купчу оформили на дружину — Катерину Яківну. Так у немолодого на той час Державіна з'явився власний будинок. Клопотами по добудові і облаштуванню житла опікувалась Катерина Яківна. Але чимало зусиль на облаштування будинку витратив Микола Львов, друг родини Державіних. Невеликий і компактний будинок отримав два дворові флігелі — кухонний та конюшений, котрі архітектор поєднав із господським будинком заокругленими галереями. Почесний дір (курдонер) відгородили від набережної наскрізною колонадою. Фасад на парадний двір первісно був простим. Його головною окрасою став парадний портал та напівциркульне палладіанське вікно другого поверху, де Державін облаштував власний кабінет. Подібні вікна були улюбленими в спорудах Львова. Він прикрашав тричастинними палладіанськими вікнами і заміський будинок П. Соймонова, і будинок В. С. Томари, і кутові ризаліти Головпоштамта. Тепер ними прикрасив будинок і флігелі Державіна. Старий Державін не мав рідних дітей, але полюбляв гостей і молодь. Власний будинок активізував театральні пристрасті поета і родини. Аби приймати гостей та пригощати їх тетральними виставами, знадобились прибудови. Запроєктували нову ідальню і садибний театр, де хазяїн волав ставити власно створені п'єси (хоча останні були гірші за його вірші). Нові прибудови запроєктував і вибудував теж Львов. Він не чіпав головне ядро садиби, а вдало продовжив бічні сторони компактного дому двоповерховими корпусами, значно розширивши садовий фасад. Так первісний будиночок на сім осей (сім вікон) відтепер мав двадцять чотири. І Державіни спокійно приймали гостей в новій їдальні, в вітальні чи кабінеті, в домовому театрі, розміщали на ніч в кімнатах для гостей. Львов не покидав родину надовго, хоча мав відрядження і багато клопоту по службі. Він находив час і для відвідин Державіних, і для проєктування для них інтер'єрів, меблів і книжкових шаф, навіть створив проєкти солом'яних шпалер з вишитими пейзажами. Це були нові сторінки творчості відомого архітектора, його заявка на універсальність. По закінченні будівельних робіт, будинок поета став справжньою резиденцією Державіна, оригінальним міським особняком з індивідуальними інтер'єрами.
В середині 19 століття будинок придбала Римо-католицька духовна колегія, котра відала усіма католицькими єпархіями Росії. Будинок знов розширили і перебудували, надбудувавши третій поверх і всі флігелі. Всі історичні інтер'єри були знищені. Лише на початку 21 ст. будинок віддали під літературний музей поета Державіна, адже була повністю знищена садиба поета «Званка». У музею тривале завдання повернення старовинній споруді автентики кінця 18 століття.

## Садибний архітектор

Подвір'я садиби Знаменське-Райок, фото 2008 року.

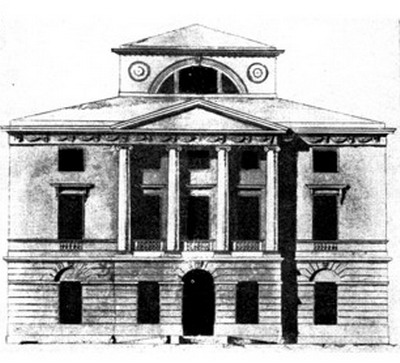
Садиба Нікольське-Черенчіци. Власний будинок архітектора, проєкт.

Навіть серед фахівців і істориків садибне будівництво М. О. Львова оцінюють досить високо. Тим більше, що воно було зосереджене по провінціям і сприяло півдищенню їхньої культури.
Чим більше будував Львов в столиці і околицях, тим контрастніше виглядали для нього сабиди з дерев'яними спорудами на малій батьківщини. Не відразу він спромігся перебудувати і дерев'яний садибний будинок власної матері в Черенчіцах (батько архітектора рано помер). Так, кузню в Черенчіцах 1783 р. архітектор вибудував осторонь з валунів заради небезпеки від пожеж. На нецікавій місцині садиби Львов створив п'ять ставків з каскадом на місці болот, а під нове будівництво відвів рівчаки і пагорби, аби не чіпати ріллю. Один ставок був рибним, інший — купальним.
Узвищя і рівчаки ділянки використав для створення фруктових садів і садибного парку, де було власне джерело, Водонагнітка машина, Грот, купальня, Грецький храмік, штучні острівці на ставках. Господарські споруди завдяки зусиллям Львова перетворились на паркові павільйони. Садибний храм мав вигляд улюбленої ним ротонди. Садибний будинок мав три поверхи, колонний портик і обов'язковий тоді бельведер. Львов тяжів до компактних об'ємів, і кубоподібний садибний будинок виявився замалим для родини. Тому в 1790-ті роки архітектор вибудував два симетричні флігелі, котрі збільшили житлову площу приміщень. (На початок XXI ст. залишені лише руїни центрального будинку та один західний флігель в аварійному стані).
Як архітектор, Львов був задіяний в будівництві в садибах Безбородько, в садибі Мітіно-Васильово, в садиба Прямухіно Л. П. Бакуніної, в садибі Грузіно М. К. Полторацького, в садиба Тисяцьке. Рідкісний ансамбль із палацу і чотирьох компактних флігелів в оточенні периметральної колонади він створив для сенатора Ф. І. Глібова. Садиба Знаменське-Райок останнього неподалік міста Торжок мала ще одну приховану функцію — його розглядала як власний подорожній палац імператриця Катерина II. Звідси бароковий масштаб п'яти окремих споруд, поєднаних довгою колонадою (рідкісний серед садибних споруд Львова), котрий стримують лише типові архітектурні форми палладіанства.

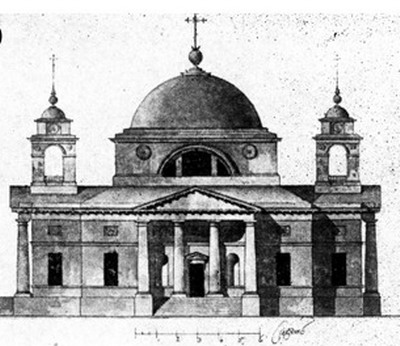
Садибна церква Стольне
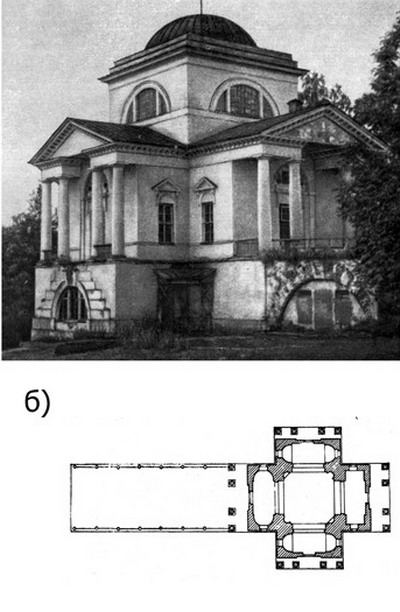
Садибна церква в Прямухіно, фасади і план
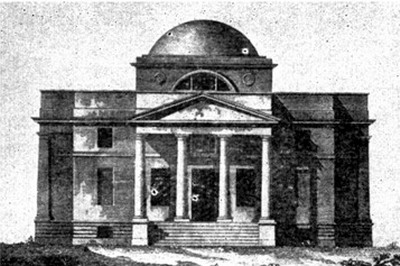
Садиба Ляличи, фасад, всі — проєкти Миколи Львова

## Ландшафтний архітектор і садівник

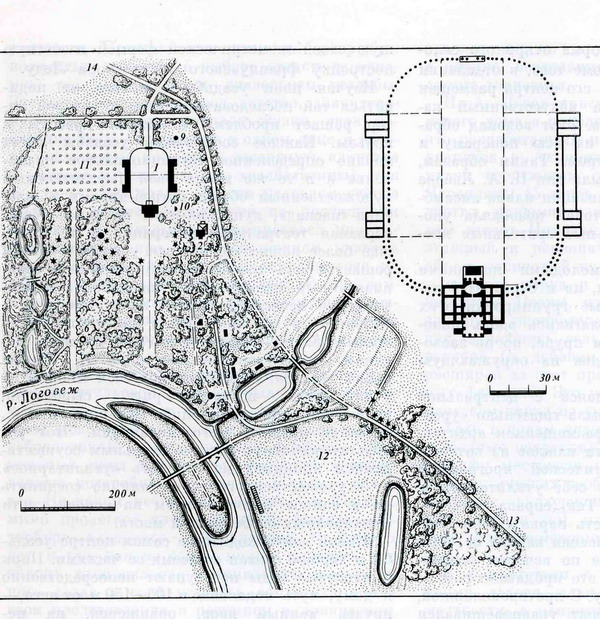
Львов М. О. Генплан садиби Знаменське-Райок

Як і більшість діячів XVIII ст. Микола Львов захоплювався ботанікою, тоді улюбленою наукою багатьох, і садівництвом. Іван Хемніцер сповістив 1777 р. у власному щоденнику по візити в сади голландських ботаніків разом із Львовим, котрий запозичив звідти чимало корисного. Вони вдвох відвідали Ботанічний парк в Лейдені, а згодом — Ботанічний сад в Парижі і Оранжереї в Версалі.
Відомо, що він спорудив оранжереї і мав ділянку для експериментів в садибі Черенчіци. Львов вирощував в садибі такі рослини, як американський клен, срібляста тополя, різні дуби, модрина, ліванський кедр, лавр, низку рослин, вивезених із Сибіру та Америки. Львов був одним із консультантів Н. П. Осипова, котрий 1791 р. випустив з друку два перші в Російській імперії видання Ботанічного словника. Логічно, що перше видання словника вийшло із посвятою М. О. Львову.
Микола Львов доклав зусиль як для покращення вже існуючих садів і парків, так і для створення нових при садибах. Він облаштовував садибні парки сусідів-поміщиків неподалік від рідних Черенчіц. Саме його планував запросити для створення пейзажного парку Гаврило Державін в садибу «Званка». Удосконаленням парку в садиби Ляличи для князя Завадовського теж опікувався Львов. Штучні ставки в садибі Вороново (коли садибою володів ще Воронцов), створені за проєктом Львова. Неподалік Великого Гатчинського палацу Микола Львов вибудував амфітеатр просто неба для змагань вершників, Приоратський палац з вежею в 31 метр, павільйон «Руїна» в парку.
Низку проєктних рішень Миколи Львова було реалізовано для розпланування та удосконалення парків при садибах Олександра Безбородька в Полюствово під Петербургом, в садибі на Яузі біля Воронцова поля в Москві. Садиба на Яузі в Німецькій слободі мала відверто парадний характер. Проєкт палацу Безбородька створив Джакомо Кваренгі, розпланувати парк запросили Миколу Львова. (Разом із Кваренгі для вельможі Безбородька Львов працював ще в Полюстрово). Це було справжнє визнання Миколи Львова як ландшафтного архітектора і садівника. Але жодний з парків роботи Львова не збережений. Так, парк поряд з палацом на Яузі був знищений ще за наказом Безбородька: володар передав палац у подарунок імператорові Павлу І. Аби ще більше улестити імператора, наказав повисмикувати кущі і повикорчувати дерева заради створення військового плацу. Плац — улюблений майдан імператора, що захоплювався муштрою вояків. В XIX ст. палац і парк значно перебудували, а територію садиби пристосували під Технічне училище. За часів СРСР територію остаточно перебудували під комплекс споруд Інституту імені Баумана. Зберіглось неприємне враження, що в імперії за царату не було нічого недоторканого: вночі могли зруйнувати споруди Чудова монастиря в Москві під нову забудову, викорчувати парк заради створення плацу. Заради ефектного жесту навіть перетворили палацові зали Зимового палацу на військовий шпиталь. Дефективним продовжувачем руйнівних традицій царату став СРСР за часів комуністичного уряду.

## Землебитне будівництво та збереження лісів

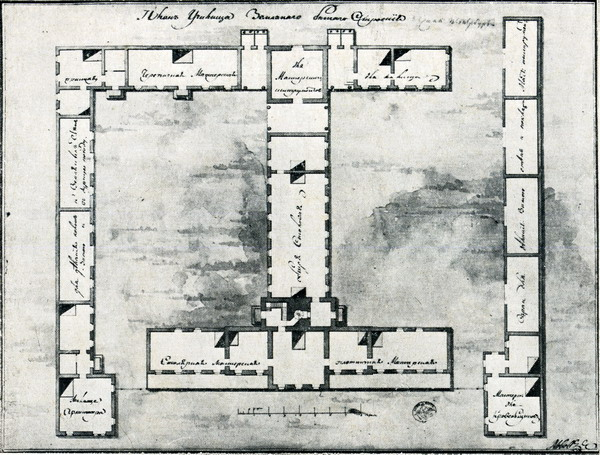
Проєкт Училища землебитного будівництва

Микола Львов постійно цікавився технологіями і сам став винахідником. Так, він запропонував новий матеріал для дахів, близький до сучасного толю. Особлива сторінка в винахідництві Львова — землебитне будівництво. Він запропонував використовувати суміш якісного вапна і землі як новий будівельний матеріал. В дерев'яні форми засипали будь-яку землю і робили суміш з вапном і довго товкли, а цю своєрідну цеглу добре висушували. Так був віднайдений новий на той час замінник цегли, запропонований в місцинах, бідних лісом. Земляна цегла виявилась тривким матеріалом, до того ж стійким до пожеж, від яких постійно потерпали в Росії. Поширення землебитного будівництва сприяло би за задумом Львова також збереженню російських лісів, які хижацьки вирубали десятиліттями. У світі екологічних проблем XX—XXI століть це по-новому висвітлює діяльність Миколи Львова.
Аби довести вартість землебитного будівництва, Львов вибудував за новою технологією Приоратський палац в Гатчині, котрий зберігся до XXI ст. Микола Львов встиг навіть заснувати в Черенчіцах Училище землебитного будівництва і навчити там перших послідовників. Проєкт споруд для Училища землебитного будівництва теж створив сам.

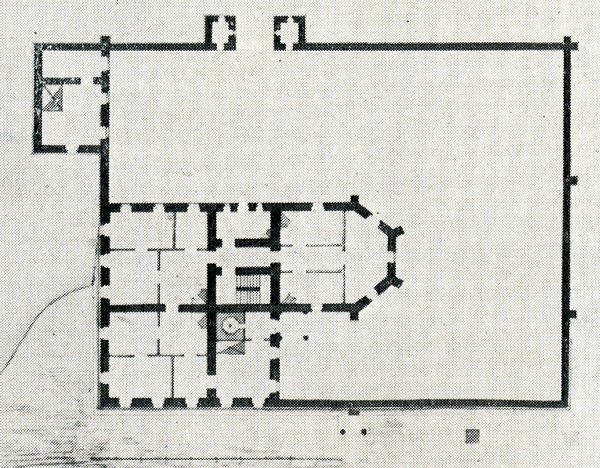
Приоратський палац, поземний план
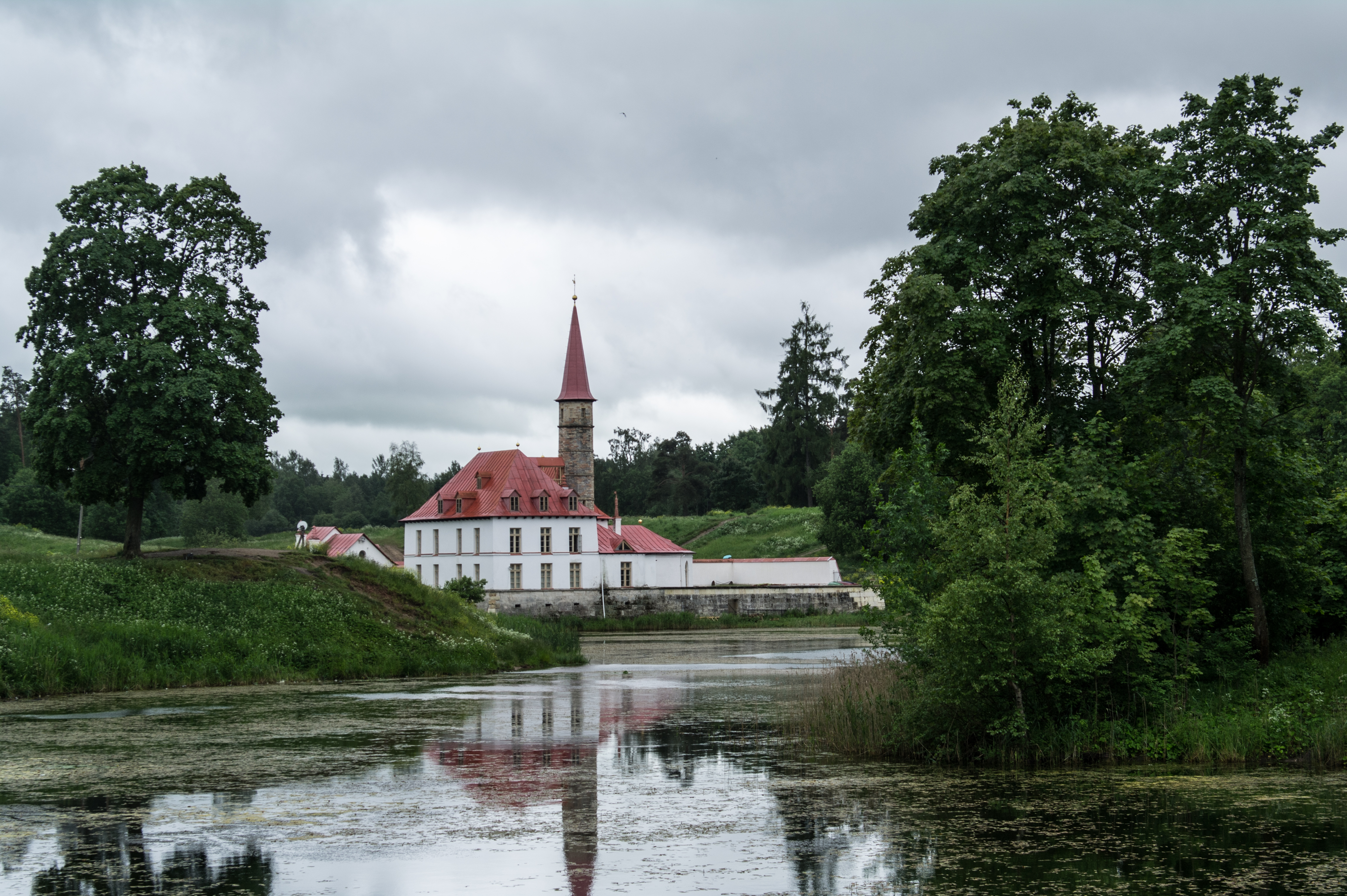
Приоратський палац, фото 2012 року
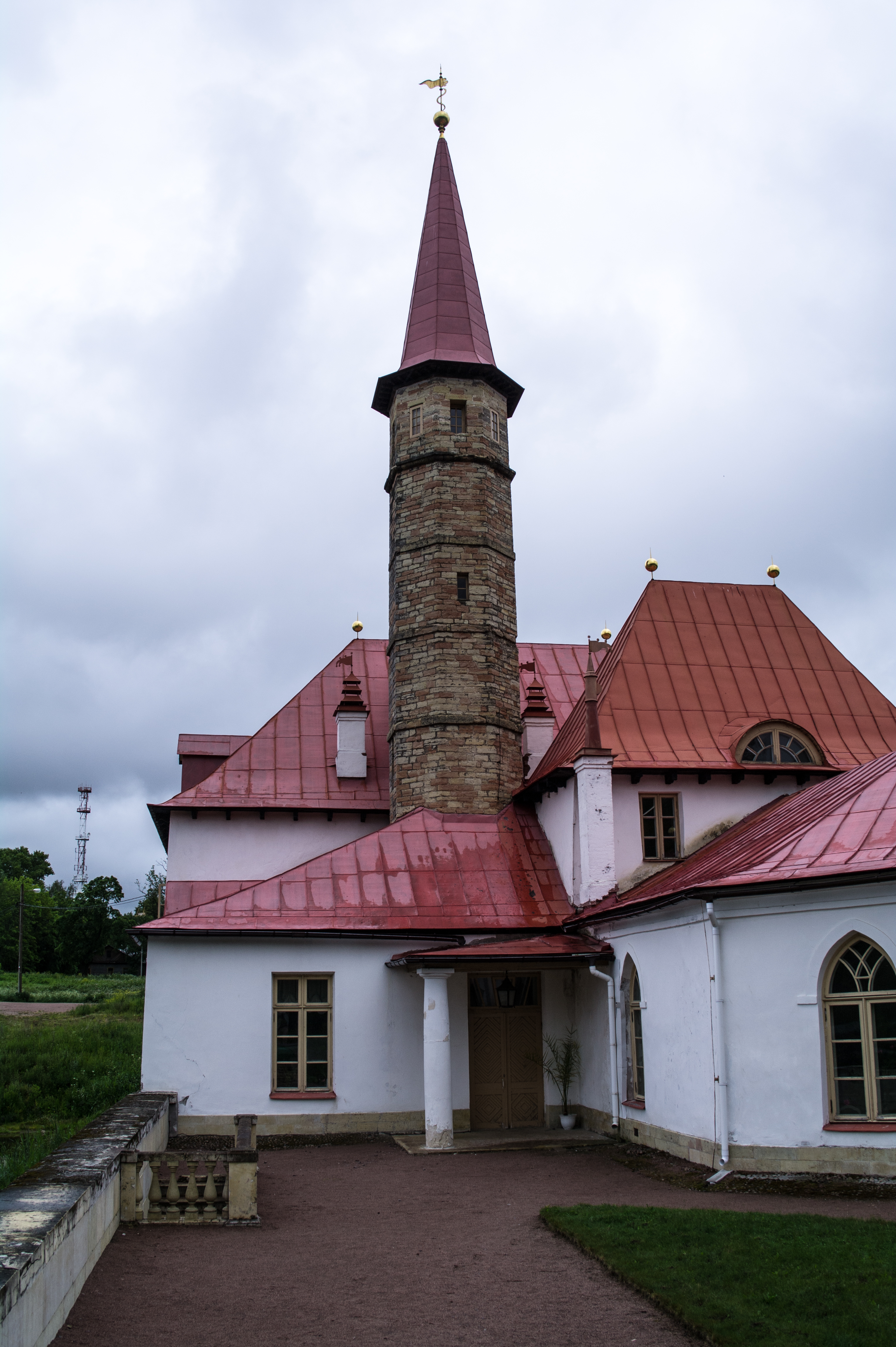
Приоратський палац, дворик і вежа.
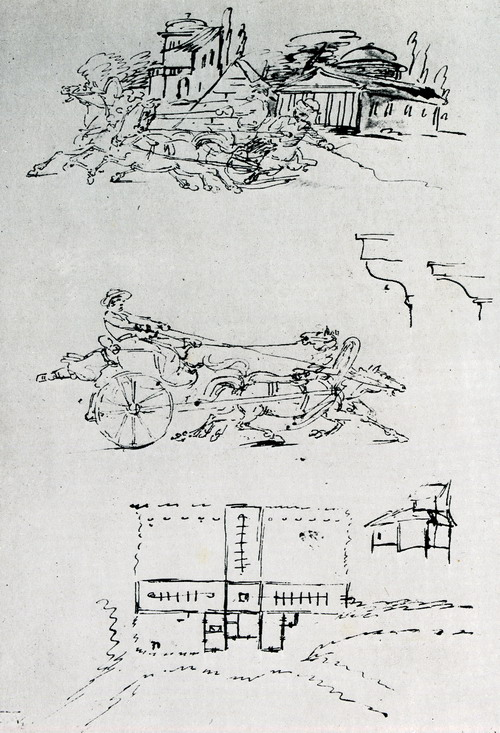
М. О. Львов, малюнки-начерки з Гатчинського альбому.

## Львов і Україна

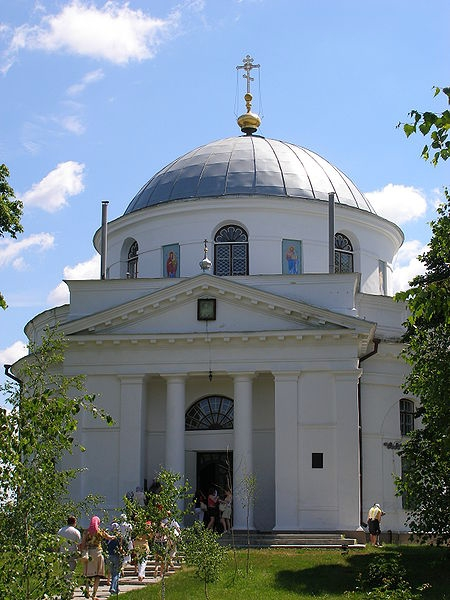
Церква Св. Миколая, Диканька, 1797 рік.

Декілька споруд за проєктами Миколи Львова було створено в Україні. Так, відомі дружні зв'язки Львова і Василя Капніста, що мав маєтки в Україні. Для родини Капніст Микола Львов створив проєкт дерев'яного двоповерхового садибного будинку.
За проєктом Миколи Львова була вибудована незвична за формами Троїцька церква та дзвіниця в садибі Яготин Кирила Григоровича Розумовського.
Серед найкращих сакральних споруд доби класицизму в Україні — церква Св. Миколая в садибі Диканька племінника міністра Безбородька — В. П. Кочубея. Споруда теж має подвійне склепіння з верхнім освітленням.
Не всі сторони будівництва в знищеній садибі Стольне Бербородька відомі зараз. Але брав участь в створенні ансамблю і Микола Львов.

## Львов і художники

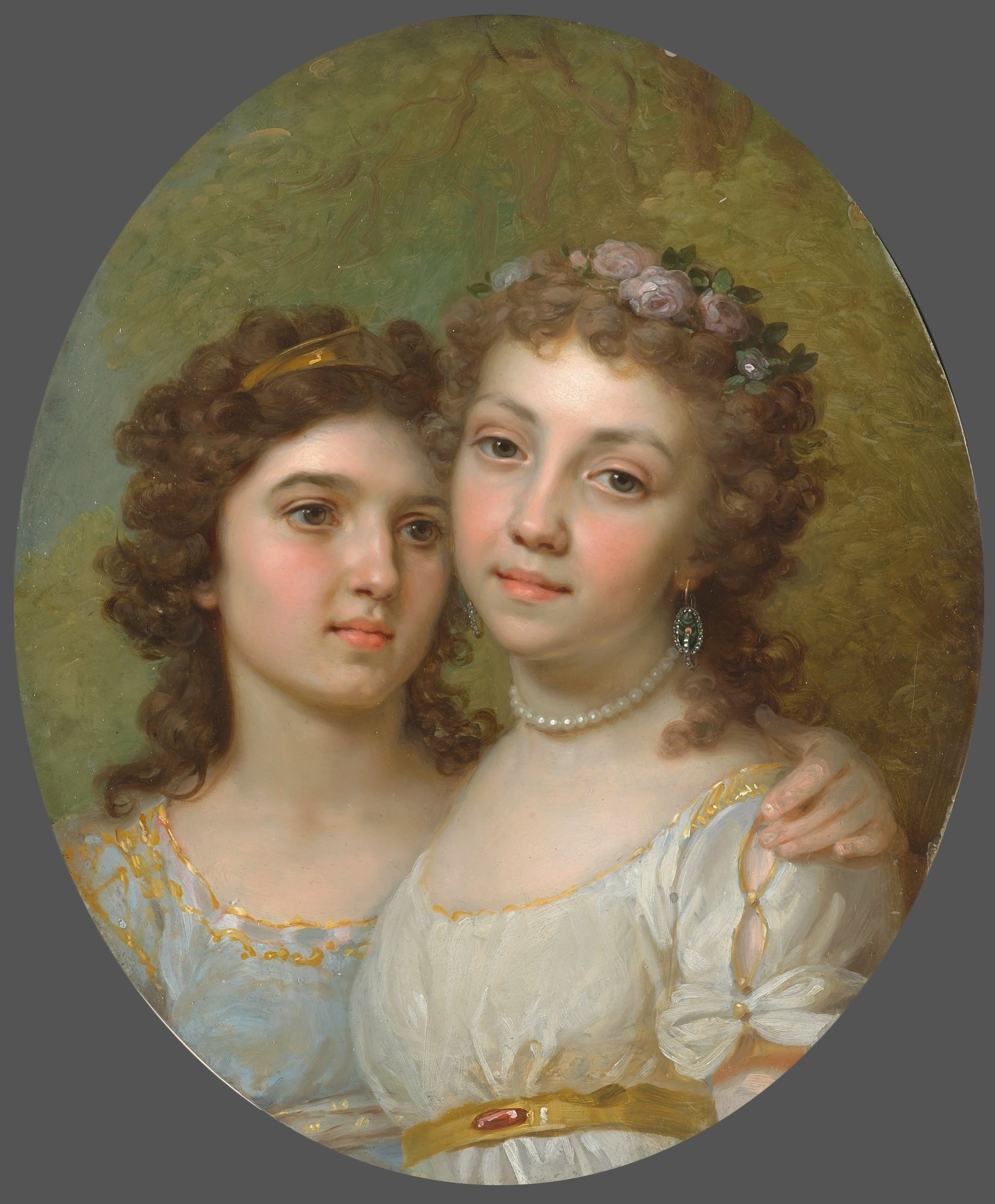
Худ. В. Л. Боровиковський. «Дашенька та Лізонька», 1794 рік.

Микола Львов цікавився мистецтвом і досяг значних успіхів як експерт. Саме його відрядили в Італію заради розвідки, що і як можна придбати для Імператорського Ермітажу. В щоденнику віднайдені записи щодо восьми десятків художників і скульпторів, котрі зацікавили Львова, що було покажчиком його значної, мистецтвознавчої ерудиції.
Значно більше відомо про створення картинної галереї, котру зібрав міністр Безбородько Олександр Андрійович. Останній пройшов через низку витратних колекціонерських пристрастей, поки не зупинився на живопису старих майстрів. І в цій справі покладався на знання та смаки Миколи Львова. Створена картинна галерея Безбородька стала в черзі найкращих приватних зібрань свого часу. Розглядати скарби картинної галереї в палац Безбородька приїздив разом із професорами Академії мистецтв сам Строганов, володар рідкісно вартісної картинної галереї в столиці. Серед скарбів картинної галереї Безбородька були скульптури Етьєна Моріса Фальконе та Гудона, живопис репрезентували Корреджо, Андреа дель Сарто, Гвідо Рені, Сальватор Роза, Тиціан, порцеляна — твори митців Китаю та Японії … Навіть коштовну порцеляну Данії з Копенгагена та Голландії Безбородько купував за порадами Львова.
Небагатий поміщик та архітектор Львов Микола Олександрович узяв у свою родину двох дівчаток-циганок дітьми, котрі не мали прізвищ. Дівчатка привабили приємою зовнішністю, були веселої вдачі. На тодішні смаки вони добре танцювали. Дівчатками опікувалась дружина архітектора. В звичні дні дівчат використовували як служниць. А на свята дружина архітектора Марія Дьякова, дворянка та актриса-аматорка, перевдягала служниць в барське вбрання і розважала гостей їхніми танцями. Дівчатка виявилися привітними та вдячними господарю. Дружина Львова померла раніше за чоловіка. А Львов занедужав і хворів дома. Клопотали біля нього Ліза та Даша. На руках білявої Лізи він і помер.
Танці дівчат настільки сподобались, що поет Державін відгукнувся на них віршованими рядками, а художник Боровиковський Володимир Лукич (що мешкав в квартирі разом з родиною Львових) створив їхній портрет. З художником
Боровиковським зберігались роками теплі стосунки. Львов забрав художника до власної квартири в Поштовий Стан, аби той не бідкався по постоялим дворам.
Особлива сторінка — приязнь архітектора до художника Дмитра Левицького. Останній створив три портрети самого Миколи Львова та щонайменше два портрети його дружини.
В планах на майбутнє у Миколи Львова позначене створення «Словника художників і мистецтв» (тобто енциклопедичного видання, якого на той час в Росії ще не було).

## Утаємничений шлюб і родина

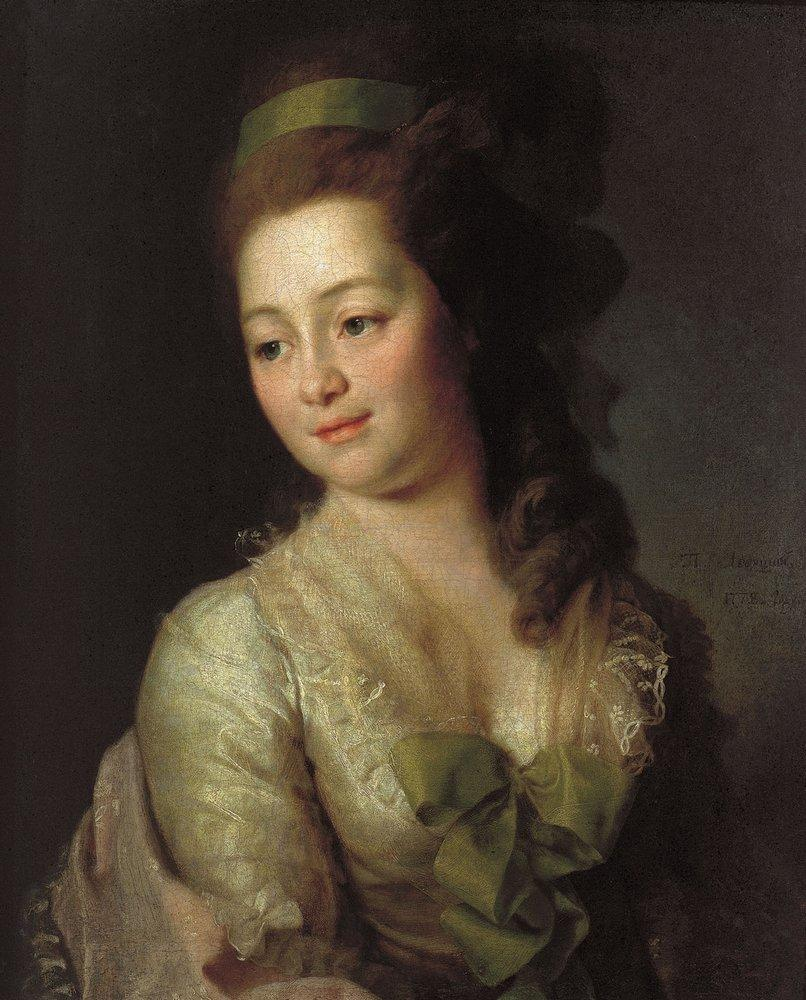
Левицький Дмитро Григорович, Дьякова Марія Олексіївна, 1778 рік.

Микола Львов познайомився з майбутньою дружиною в домі впливового вельможі П. В. Бакуніна. Хазяїн теж був в захопленні від театра і ставив п'єси в домашньому театрі. Бакунін наважувався ставити навіть п'єси тих авторів, котрі були на підозрі в неприпустимому вільнодумстві у імператриці, наприклад, Я. Б. Княжніна. (Княжніна звинуватили в розкраданні державних грошей, засудили до смертної кари, потім кару замінили на солдатчину, як солдата його утримували п'ять років). Від подальшого покарання Княжніна тимчасово врятував фельдмаршал К. Г. Розумовський. Про це знали і в домі Бакуніна, і в середовищі Миколи Львова.
Родини Дьякових та Бакуніних підтримували дружні стосунки, а молодь брала участь в домашніх виставах. На сцені бакунінського театра грали сестри Катрін та Марія, їхній брат Микола Дьяков. У Марії Дьякової було декілька залицяльників, але потаємно вона надала перевагу Миколі Львову, власному партнеру по сцені. Коли молодята відкрили власні почуття пихатим батькам Марії, ті відповіли відмовою. Союз із Львовим, небагатим дворянином і фахівцем без значної державної посади, здавався Дьяковим мезальянсом (батько Марії був на той час обер-прокурорм сената).
Львову відмовляли декілька разів. Але наполегливо відмовляла іншим претендентам і Марія. Тоді Львов насмілився на потаємне вінчання. Марію вивезли на черговий бал Василь Капніст разом із сестрою Александрін, але звернули на інший шлях і в малій дерев'яній церкві на Василівському острові, де чекали Микола Львов і священик, відбулося потаємне вінчання (зі спогадів доньки Капніста — Софії Капніст-Скалон). Про нього мало хто знав, Александрін Дьякова і Капніст мовчали, а молодята тримали в секреті власний шлюб чотири роки. Лише черговий візит в будинок Дьякових і чергова пропозиція Львова пошлюбитися з 28-річною Марією зломили волю батьків. Лише тепер вони відкрили таємницю. Весілля грали в Прибалтиці в одруженої на той час сестри Марії. Приводом зробили весілля і вінчання лакея та служниці, а грали водночас два весілля.
Подружжя Львових мало п'ятеро дітей. По смерті Львових дітьми опікувались Гаврило Державін та його друга дружина, сестра Марії Дьякової.

## Пам'ять

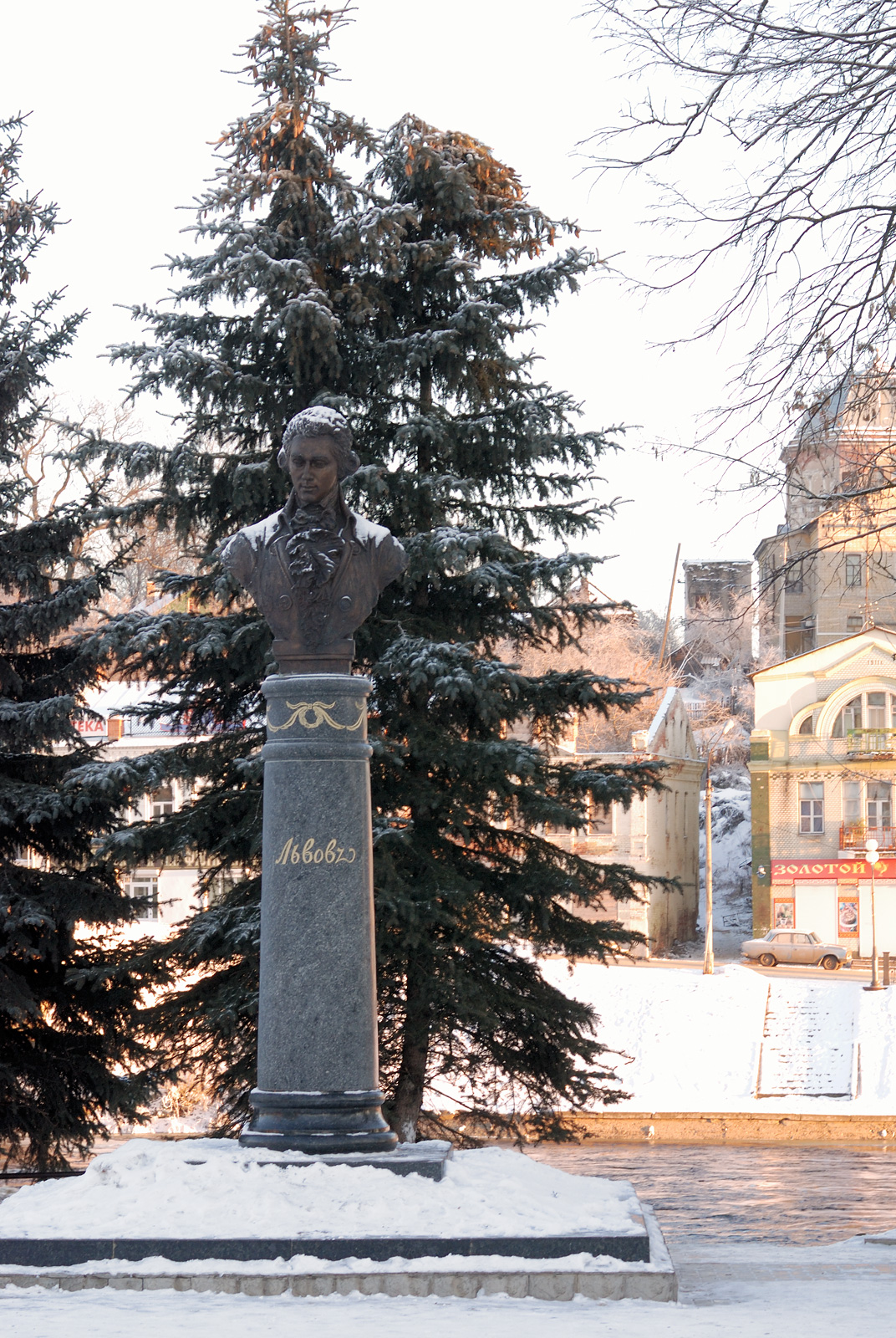
Погруддя Миколи Львова в місті Торжок.

Вже наприкінці життя сам Микола Львов заопікувався долею власного архіву, не бажаючи його зникнення. Відомо, що він систематизував розрізнені кресленики Андреа Палладіо за рідкісним виданням 1616 року, придбане ним в Італії, і робив переклад тексту трактата. Він почав систематизувати і власні кресленики, а їх частину 1791 року передав їх на гравіювання (цим займався гравер Етьєн-Стефан Іванов). Ще раніше поклопотався М. О. Львов про гравіювання крелеників собору Св. Йосипа для Могильова, яке зробив сам. Але інші кресленики архітектора так і не дочекались оприлюднення в окремому виданні.
Зникли всі матерали, зібрані Миколою Львовим для видання «Словника художників і мистецтв» (тобто енциклопедичного видання, якого на той час в Росії ще не було).
Кресленики архітектора розсіяні по архівам і музеям від Москви і Петербурга до Воронцовського палацу в Криму. Не збережений жодний з парків, створений за проєктом архітектора. Не відновлена меморіальна садиба — Нікольське-Черенчіци при наявності проєкту її реставрації. За часів СРСР спромоглися лише встановити бронзове погруддя Миколи Львова в місті Торжок, хоча це не заміняло і не заміняє ні відновлення його меморіальної садиби, ні видань його креслеників, ні відновлення його парків, ні створення його окремого центру-музею.

## Історія вивчення
Історія вивчення життя і творчості Львова розпочалась майже відразу по його смерті. 1822 року в журналі «Сын Отечества» була надрукована біографія М. Львова, написана нібито його близьким родичем, який не назвався. Його умовно назвали першим біографом (ним міг бути або Ф. П. Львов, двоюрідний брат Миколи, або М. Н. Муравйов, приятель архітектора). Але перша біографія написана за власними спогадами, не завжди точними, (а не за документами) і мала панегіричний характер.
Сам Львов не вів щоденника. Відомий його подорожній щоденник 1781 року часів другого візиту до Італії, але Львов жодного разу не зробив записів про архітектурні скарби батьківщини мистецтв з їх розбором чи згадками про будівельні технології. Якщо описи споруд зустрічаються, то вони мають нефахові, туристичні, емоційні описи. Візит відбувся через завдання імператриці скласти звіт про живопис та можливості придбання картин для її Ермітажу. Львов і робив нотатки тільки про живопис.
Львов роками входив в довірене коло міністра Олександра Безбородька, знав чимало державних секретів і копіював оригінальні листи Катерини II для Безбородька. Тому рано вивчився мовчати, не розголошував таємниць, досить мало висловлювався в приватних листах, котрі почали ретельно вивчати лише в XX ст. Архітекторові М. Львову в XX ст. присвятили статті капітальні видання («Всеобщая история архитектуры», М. т 6, 1968), а до 1975 р. було захищено чотири наукові дисертації. Але низка наукових проблем залишилась нез'ясованою, незважаючи на друк двох монографій про відомого діяча російського просвітництва (Никулина Н. И. «Николай Львов», серия «Зодчие нашего города», Лениздат, 1971, Глумов А. «Н. А. Львов», серия «Жизнь в искусстве», М, «Искусство», 1980). Досі нема відомостей про ранні роки і повну освіту митця, де і коли він вивчав архітектуру, досі не знайдений послужний список офіцера М. Львова, котрий нібито служив в престижному гвардійському Ізмайловському полку. М. Львов, тісно пов'язаний з меценатом і патроном О. Безбородько і Катериною II, не міг бути і не був сміливцем на кшталт Олександра Радищева і ніколи не висловлював в голос власного невдоволення чи спротиву сталим реаліям Російської імперії часів Катерини II. Він не писав спогадів.
Свідоцтва про Миколу Львова розпорошені по різним установам і архівам. Частина його чорнеток збережена в Пушкінському Домі, але там тільки вірші, переклади, перші замальовки та короткі нотатки. Перебуває в зруйнованому стані родинна садиба Львова в селі Нікольське-Черенчіци, а в Росії нема єдиного центра вивчення його багатогранної творчості, як і доби російського просвітництва.
Творчість Миколи Львова часто пов'язують з творчістю Джакомо Кваренгі. Але вже зрозуміло, що вони різні творчі особистості, і навіть їхнє палладіанство — досить різне.

## Неповний перелік архітектурних споруд
В Петербурзі і околицях

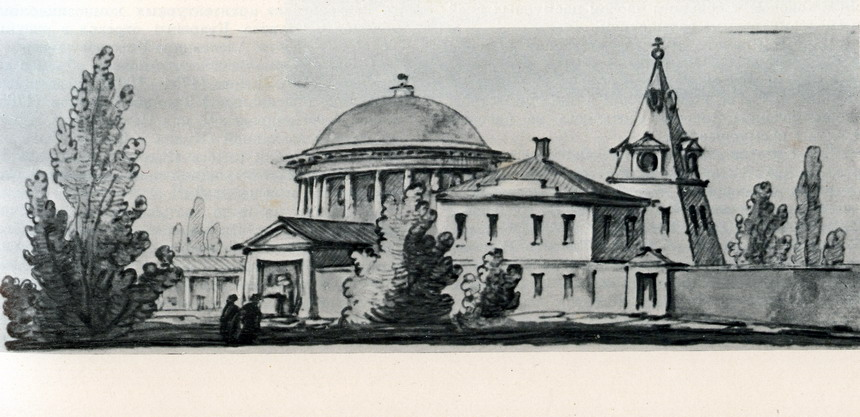
Малюнки Джакомо Кваренгі, арх. М. Львов. Троїцька ц-ва на околиці Петербурга.

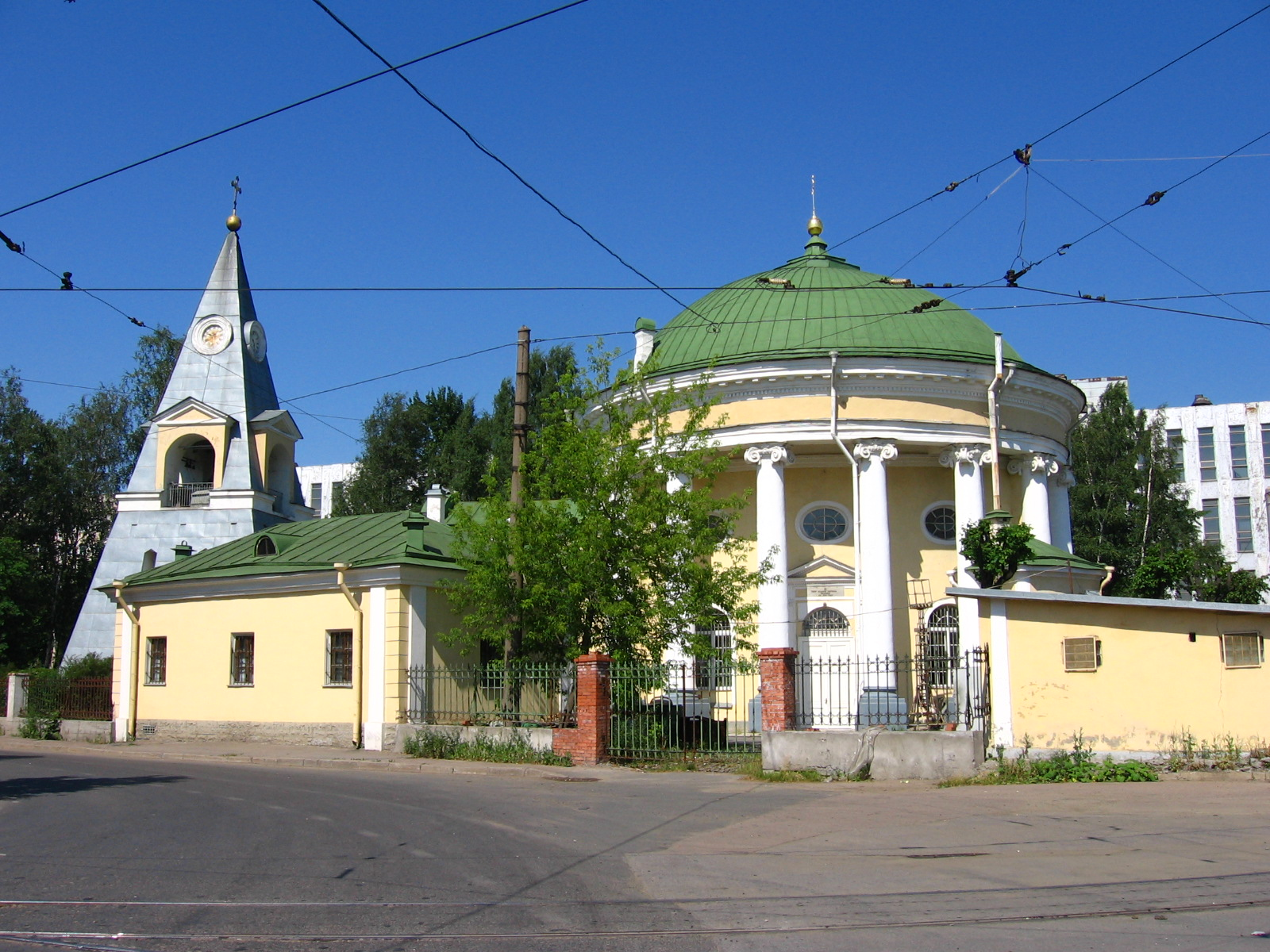
Троїцька ц-ва на околиці Петербурга

Колишня садиба Знаменське-Райок

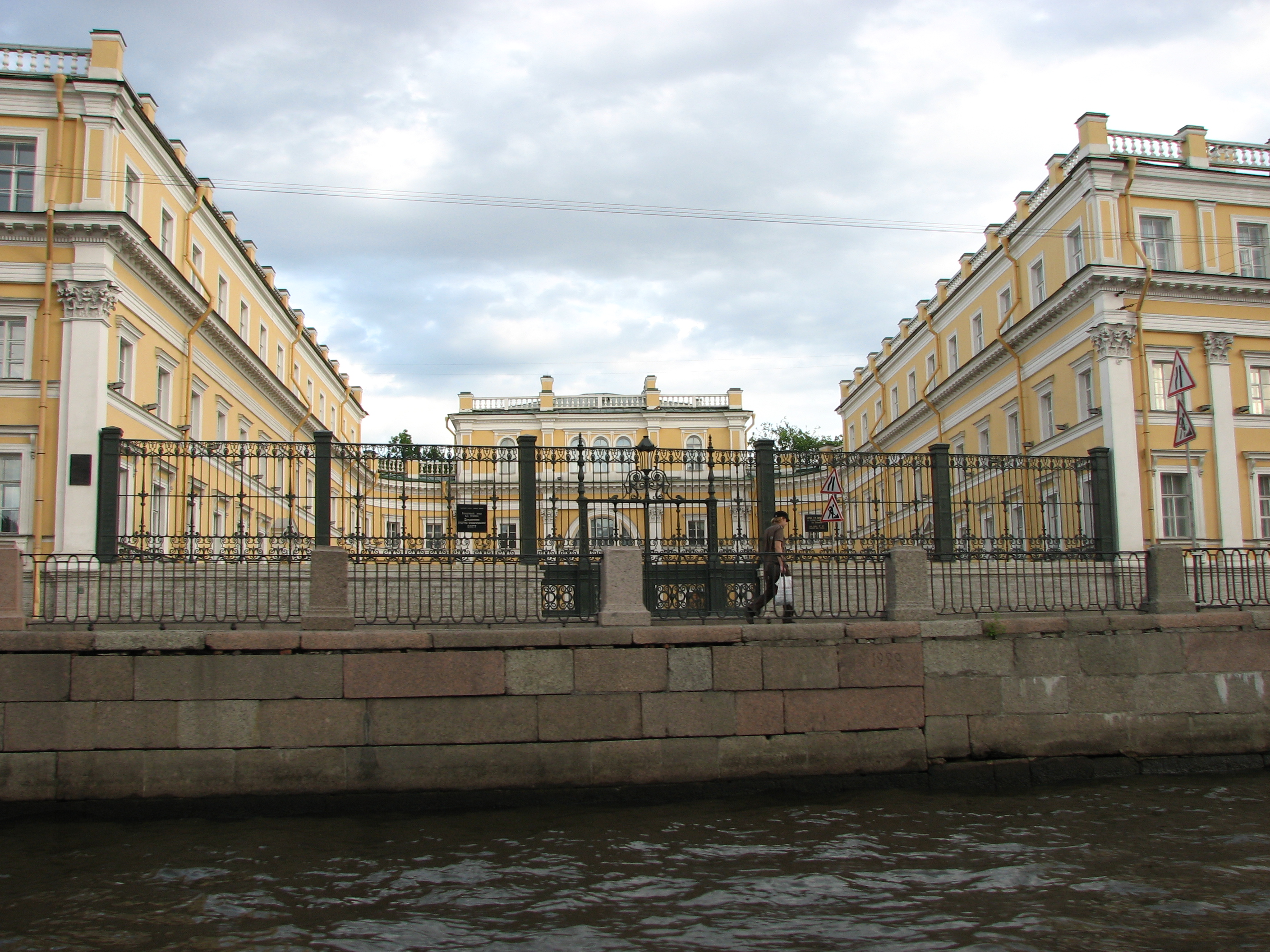
Музей Г. Р. Державіна, Санкт-Петербург

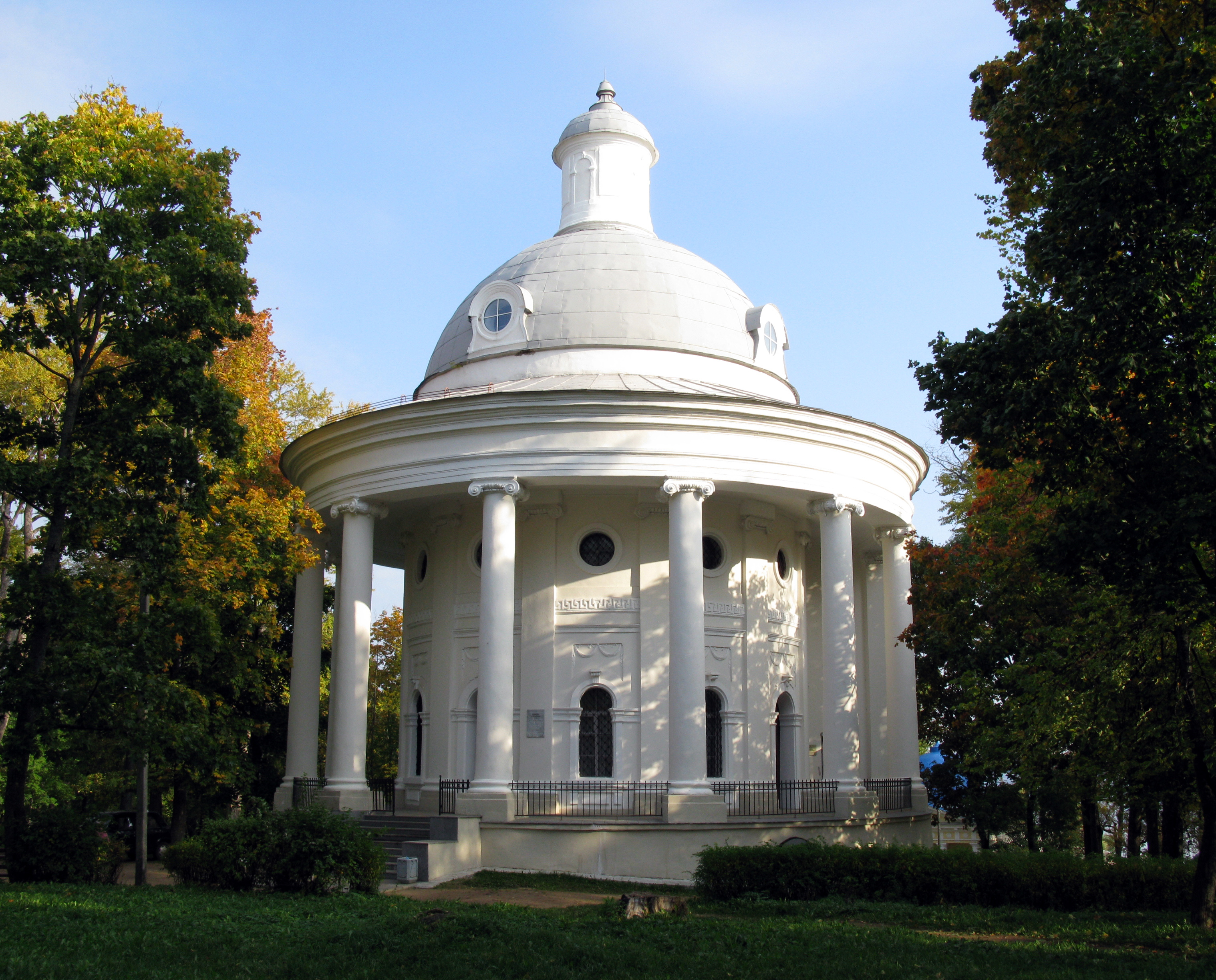
Церква Великомучениці Катерини, Валдай

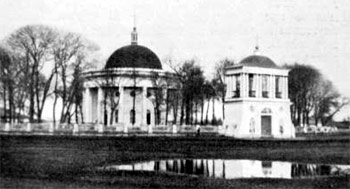
Троїцька церква і дзвіниця в Яготині

- Невські ворота, Петропавлівська фортеця, збережені
- Головпоштамт (перебудований, збережений)
- Будинок-палац поета Г. Державіна (Музей Державіна)
- Палац Безбородька (перебудови)
- Палац Н. Соймонова
- Церква Іллі Пророка, Порохові
- Церква святої Катерини (Муріно) (під Петербургом, реставрована, повернута реігійній громаді)
- Церква Св. Трійці в колишньому селі Александрівське
- Приоратський палац, Гатчина (збережений)
- Амфітеатр просто неба, Гатчина, палацовий парк (збережений)
- Наумахія, Гатчина, палацовий парк

Садиби 
- Нікольське-Черенчіци (власна садиба Львова, руїни, потребує відновлення як меморіальний музей[17])
- садиба сенатора Ф. І. Глібова Знаменське-Райок (потребує рестарації)
- садиба Мітіно-Васильово
- садиба Прямухіно Л. П. Бакуніної
- садиба Грузіно М. К. Полторацького
- садиба Тисяцьке
- садиба Введенське для Лопухіної Анни Петрівни, нині Московська область, Одинцовський район
- палацово-парковий ансамбль Безбородка в Москві (перебудовано в XIX ст.)
- палацово-парковий ансамбль Розумовського (Горохове поле, Москва, після пожежі)

 Храмові споруди
- собор Св. Йосипа, Могильов, нині Білорусь
- Церква Іллі Пророка, Порохові, Петербург
- Церква Св. Трійці в колишньому селі Александрівське
- Церква Св. Трійці в колишній садибі Прямухіно (потребує реставрації)
- Церква Великомучениці Катерини, Валдай
- Надбрамна церква Борисоглібського монастиря, Торжок
- Вознесенський катедральний собор, Твер
- Церква святої Катерини (Муріно) (під Петербургом, реставрована, повернута релігійній громаді)
- Преображенський собор, Виборг
- Троїцька церква і дзвіниця в Яготині (Україна, Київська область)
- Церква в ім'я Св. Миколая в селищі Диканька, (Україна, Полтавська область, збережена, діюча)